# Francisca de Foix
Francisca de Foix, condesa de Châteaubriant (hacia 1495-16 de octubre de 1537), fue la primera amante oficial del rey Francisco I de Francia.

## Familia y orígenes
Francisca fue hija de Juan de Foix, vizconde de Lautrec, y de Juana de Aidia. Su padre era, a su vez, hijo de Pedro de Foix, vizconde de Lautrec, quien era hermano menor de Gastón IV de Foix, casado con Leonor, reina de Navarra. Francisca era, por lo tanto, prima segunda de Ana, duquesa de Bretaña y reina de Francia, nieta por vía materna de Gastón IV y Leonor. 
Francisca fue llevada a la corte de Ana, donde conoció a su futuro esposo Jean de Laval, conde de Châteaubriant, intimaron antes de casarse, dando a luz el 11 de marzo de 1508 a su hija Ana, quien falleció el 12 de abril de 1521. La pareja contrajo nupcias en 1509 y residió en Châteaubriant hasta que fueron llamados a la corte por Francisco I. Alta y rubia, Francisca era una mujer culta, hablaba latín e italiano, y escribía poesía.

## Amante oficial

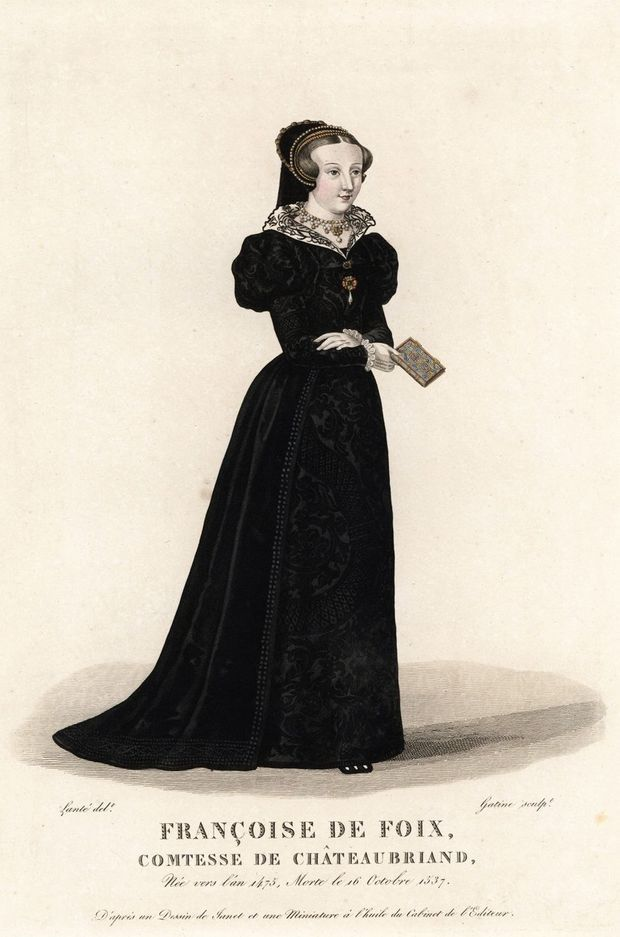
Grabado de Francisca de Foix (1827).

Tras su llegada a la corte real, los atributos y cualidades de Francisca la hicieron atractiva al rey, quien era igual de culto que ella, empezando a cortejarla de inmediato y otorgando favores y presentes a su familia. Su esposo Jean se convirtió en comandante, mientras que el hermano mayor de Francisca, el vizconde de Lautrec, recibió el cargo de gobernador del ducado de Milán. Sus otros dos hermanos, Thomas, señor de Lescun, y André, señor de Lesparre o Asparros, fueron igualmente promovidos a elevadas posiciones dentro del ejército del rey. Francisca, tras un periodo de resistencia inicial, terminó convirtiéndose en la amante del rey hacia 1518.
El 25 de abril de 1519, el delfín Francisco fue bautizado en Amboise. Jean de Châteaubriant y su esposa asistieron a la ceremonia, siendo Francisca situada cerca de la princesas reales, lo cual significaba para la corte que ella era La mye du roi (El amor del rey). Francisca fue la primera amante oficial de Francisco I, manifestando el rey su afecto por ella ante la corte, contra los deseos de Francisca. Esto causó un gran disgusto en la persona de su madre, Luisa de Saboya, quien no sentía agrado hacia la familia Foix.
En contraste, el esposo de Francisca, conocedor del idilio de su esposa con el monarca, mostró escaso interés en el mismo. Cuando en diciembre de 1519 Francisco envió a Jean a Bretaña para negociar un impuesto, el conde se mostró agradecido con el rey, no haciendo la más mínima mención a la relación del monarca con su esposa. En este periodo de tiempo, Francisca permaneció en la corte, donde se convirtió en dama de compañía de la reina Claudia, duquesa de Bretaña.
Ocupó el puesto de amante oficial por una década, no teniendo ninguna influencia política y buscando únicamente persuadir al rey para que su hermano no cayese en desgracia tras su derrota en la batalla de Bicoca. No obstante, en 1525, el rey fue capturado en la batalla de Pavía y hecho prisionero en Madrid. A su regreso a Francia, Ana de Pisseleu, una joven bella de cabello rubio, captó la atención del monarca, manteniendo ambas mujeres una lucha durante dos años en pos del afecto de Francisco. Finalmente, Francisca desistió y regresó a Châteaubriant en 1528.

## Últimos años
Tras su regreso, Francisca continuó viviendo con su esposo, quien se convirtió en gobernador de Bretaña además de obtener otros favores. Francisca siguió escribiendo cartas al rey, quien acudió a Châteaubriant en numerosas ocasiones con el fin de visitarla. Al parecer, la última visita de Francisco tuvo lugar en 1532, cuando se hospedó en el castillo que Jean había hecho construir en mayo de ese año.
Francisca murió el 16 de octubre de 1537, siendo su deceso objeto de varios rumores. Una leyenda, relatada por el historiador francés Antoine Varillas y que tiene en consideración la conocida brutalidad de Jean de Laval, sostiene que Francisca fue asesinada por su esposo tras haber sido encerrada por él en una celda oscura. No obstante, lo más probable es que muriese a consecuencia de una enfermedad.
Francisca está enterrada en la iglesia de las Trinitarias de Châteaubriant, donde su esposo hizo erigir una tumba en su memoria, la cual cuenta con un epitafio de Clément Marot y una estatua de Francisca. Jean de Laval murió el 11 de febrero de 1543, dejando en herencia un tercio de sus posesiones a Anne de Montmorency, incluyendo Châteaubriant. El conde fue sucedido en su cargo de gobernador de Bretaña por Jean IV de Brosse, esposo de Ana de Pisseleu.